# Bleek oorzwammetje
Het bleek oorzwammetje (Crepidotus caspari) is een schimmel in de familie Crepidotaceae. Hij leeft saprotroof op dode twijgen van loofhout.

## Kenmerken

### Uiterlijke kenmerken
De diameter is 3–20 mm, de vruchtlichamen zijn bolvormig tot vlakbol, rond tot halfrond of afgerond, en groeien zijwaarts of excentrisch aan de ondergrond. Ze komen meestal in matig dichte groepen voor, waarbij aangrenzende vruchtlichamen aan de randen samengroeien. De hoedrand is aanvankelijk opgerold, later recht. Het droge oppervlak is viltachtig, puur wit tot licht crèmekleurig. De lamellen zijn gemiddeld tot dicht, aanvankelijk witachtig, later klei-achtig geelachtig, en uiteindelijk kaneelbruin, met fijne vezelige randen die voortdurend wit blijven.

### Microscopische kenmerken
De basidïen zijn 21–30 × 6–8 µm, cilindrisch tot knotsvormig, en vier-sporig. Cheilocystiden zijn 32–56 × 7–12 µm, knotsvormig, cilindrisch of spoelvormig, met een stomp of soms iets bolvormig uiteinde, zelden vertakt, doorschijnend en dun. De sporen zijn 6,5–9,5 × 4,5–6,0 µm, met een Q van 1,40–1,80, breed eivormig tot ellipsvormig in frontaal uitzicht, en ellipsvormig tot licht amandelvormig in zijaanzicht. Ze zijn geelachtig in KOH, met licht ruwe wanden, bijna glad. Er zijn gespen aanwezig in alle hyfen.

## Verspreiding
De soort is aangetroffen in Noord- en Zuid-Amerika, Europa en Azië. De meeste kkomen uit in Europa. Het komt voor op bijna het gehele continent, van de Middellandse Zee tot de noordelijke delen van Scandinavië en IJsland, met uitzondering van het zuidoosten. 
In Nederland komt het bleek oorzwammetje algemeen voor.